# Anjos e Vilar do Chão
Anjos e Vilar do Chão (llamada oficialmente União das Freguesias de Anjos e Vilar do Chão) es una freguesia portuguesa del municipio de Vieira do Minho, distrito de Braga.

## Historia
Fue creada el 28 de enero de 2013 en aplicación de una resolución de la Asamblea de la República de Portugal promulgada el 16 de enero de 2013 con la unión de las freguesias de Anjos y Vilar do Chão, pasando su sede a estar situada en la antigua freguesia de Anjos.

## Demografía
| Gráfica de evolución demográfica de Anjos e Vilar do Chão entre 2011 y 2021 |
|                                                                             |
| Datos según el nomenclátor publicado por el INE portugués.                  |